# 205e division côtière
Pour les articles homonymes, voir 205e division.
La 205e division côtière (205ª Divisione Costiera) était une division d'infanterie de l'armée italienne pendant la Seconde Guerre mondiale. La division était l'une des trois divisions côtières italiennes basées en Sardaigne jusqu'à la capitulation italienne aux Alliés en septembre 1943.
Les divisions côtières étaient des divisions de deuxième ligne, généralement formées d'hommes dans la quarantaine et la cinquantaine destinés à effectuer des tâches ouvrières. Les hommes recrutés localement étaient souvent commandés par des officiers appelés à la retraite. Leurs équipements étaient également de basse qualité.

## Ordre de bataille
- 127e régiment d'infanterie côtier
- 128e régiment d'infanterie côtier
- 129e régiment d'infanterie côtier